# Russ Springer
Russell Paul Springer, né le 7 novembre 1968 à Alexandria (Louisiane) aux États-Unis, est un joueur américain de baseball évoluant au poste de lanceur de relève dans la Ligue majeure de baseball depuis 1992. Il est présentement agent libre.
Il a participé, sans succès, à deux éditions des Séries mondiales (en 1999 avec les Braves d'Atlanta et en 2005 avec les Astros de Houston).

## Carrière
Étudiant à l'Université d'État de Louisiane où il porte les couleurs des LSU Tigers, Russ Springer est drafté le 3 juin 1989 par les Yankees de New York. Il débute en Ligue majeure le 17 avril 1992.
Il évolue successivement pour les Yankees de New York (1992), les Angels de la Californie (1993-1995), les Phillies de Philadelphie (1995-1996), les Astros de Houston (1997, 1998-1999 et 2004-2006), les Diamondbacks de l'Arizona (1998 et 2000-2001), les Braves d'Atlanta (1998-1999), les Cardinals de Saint-Louis (2003 et 2007-2008) avant de rejoindre les Athletics d'Oakland le 29 janvier 2009. Il joue aussi pour les Rays de Tampa Bay en 2009, puis se joint en 2010 aux Reds de Cincinnati.
Durant son séjour avec Houston, Springer est suspendu pour quatre parties après avoir intentionnellement atteint d'un lancer Barry Bonds, des Giants de San Francisco, le 16 mai 2006. Immédiatement expulsé de la rencontre par l'arbitre, Springer est ovationné par les partisans des Astros présents au stade, ce qui irrite le manager des Giants, Felipe Alou.
Agent libre après la saison 2009, passée à Oakland et Tampa Bay, il ne se trouve pas d'équipe avant le 15 juillet 2010, alors qu'il rejoint les Reds de Cincinnati. Envoyé immédiatement à Louisville dans les ligues mineures pour retrouver la forme, il est rappelé par Cincinnati le 2 août. Après seulement deux matchs joués, il est placé sur la liste des blessés pour une douleur à la hanche. Peu après, il est mis à l'amende par la MLB pour avoir participé à une bagarre générale sur le terrain dans un match opposant les Reds aux Cards de Saint-Louis le 10 août. Les règlements du baseball majeur stipulent qu'un joueur sur la liste des blessés ne peut se rendre sur le terrain pour se joindre à une altercation.